# 쿠물 칸국

쿠물 칸국이 소재했던 신강성 하미시의 위치.

쿠물 칸국(Kumul Khanate)은 오늘날의 중국 신장위구르 자치구 서쪽 끄트머리 하미시에 위치했던 몽골-튀르크계 봉건 칸국이었다. 국민은 몽골족, 튀르크족, 위구르인으로 구성되었다. 쿠물 칸국의 건국자 압둘라베그 또는 우바이들러는 야르칸트에서 이주했다는 설과, 칭기즈 칸의 직계 후손으로 모굴리스탄 칸국 투글루크 티무르 칸의 8대손이라는 설이 있다.

## 개요
차가타이 칸국의 분열 국가들 중 하나로, 차가타이 칸국의 후신인 모굴리스탄 칸국(동차가타이 칸국)에서 분리되었다. 14세기~16세기 초 신장 일대에는 카라델 칸국 또는 하밀 칸국이 있었으며 카라델 칸국이 명나라에 의해 망한 뒤 모굴리스탄 칸국이 이 자리를 차지했다. 쿠물 칸국은 구 카라델 칸국의 북부, 고비-알타이 주와 홉드 주와의 경계지점에 있었다.
명나라 때 조공관계를 맺었다. 중국 황조가 청나라로 교체되고 1646년 쿠물 칸국은 친명파 회족의 반란을 지원했다. 1647년 반란이 진압되면서 쿠물의 왕자 투룸타이가 청군에게 처형되고, 쿠물은 청의 속국이 되었다.
청의 조공국이 된 쿠물은 청-준가르 전쟁 때 청나라에 협조했고, 그 대가로 1697년(강희 36년) 쿠물 칸 압둘라 베그에게 자사크 다르한의 작위가 내려졌다. 이후로 청이 준가르의 씨를 말리는 데 계속 협조하였고, 둥간의 난이 진압되고 신강 일대가 직접 통치지역으로 전환되었을 때도 자치제후국의 지위를 유지했다.
쿠물 칸들은 친왕 작위를 받았다. 하지만 행정권은 중국에서 파견되어 쿠물에 상주하는 관료들이 주재했다. 쿠물 칸들은 청 황제의 봉신으로서 6년마다 북경을 방문해 40일 동안 황제를 알현해야 했다. 그럼에도 쿠물 칸들은 청의 지배와 황제에게 우호적이었다.
청에 책봉받은 이래 8대 칸이었던 무함마드와 그 아들인 9대 친왕 막수드 샤는 백성들에게 세금을 높이 물리고 가혹한 역역을 강요하여 원성이 높아졌고, 1907년과 1912년 두 차례 반란이 일어났다.
신해혁명으로 청이 멸망된 후에도 막수드 샤는 친중 기조를 이어갔고, 우루무치에 설치된 신강성정부에게 세금을 바쳤다. 신강독군 양증신은 군주주의자라서 칸국의 존속에 우호적이었고, 쿠물 칸국은 공화국 중화민국의 제후국이 되었다.
1929년 양증신이 죽고, 김수인이 신강성정부주석으로 부임했다. 1930년 막수드 샤가 죽자 김수인은 칸국을 철폐하고 그 영토를 3개 행정구로 분할했다. 이에 율바르스 칸이 막수드 샤의 아들 나시르를 복위시키겠다는 명분으로 쿠물 반란(1931년-1934년)을 일으켰다.

## 같이 보기
- 튀르크족